# Cassandra Peterson
Cassandra Gay Peterson (Manhattan, Kansas, 17 de septiembre de 1951), conocida como Cassandra Peterson, es una actriz estadounidense. Es conocida por interpretar a la presentadora de terror estadounidense, Elvira, Mistress of the Dark. Se hizo famosa en la cadena de televisión de Los Angeles KHJ por presentar Movie Macabre, un programa en el que aparecía caracterizada con un vestido negro de estilo gótico, y de gran escote. Su apariencia de vampiresa malvada fue desviada por su carácter cómico y personalidad suspicaz, así como su forma rápida de hablar. 

## Primeros años
Cassandra Gay Peterson nació el 17 de septiembre de 1951 en Manhattan, Kansas. Cuando era pequeña la escaldaron con agua hirviendo, lo que requirió injertos de piel que cubrieron más del 35% de su cuerpo para sanar, obligándola a pasar tres meses en el hospital.
En una entrevista de 2011, Peterson declaró que, cuando era una niña, estaba más fascinada por los juguetes con temas de terror, mientras que otras niñas estaban ocupadas jugando con muñecas Barbie. En la escuela primaria vio House on Haunted Hill, que fue la primera película de terror que vio. En su adolescencia trabajó como bailarina drag queen à gogó en un bar gay de Colorado Springs, y como bailarina à gogó en el Club A-Go-Go, un club nocturno en Colorado Springs, y también desempeñó el mismo oficio presentándose para soldados de Fort Carson. Se graduó de la escuela secundaria Palmer High, localizada en Colorado Springs.

## Carrera
En Italia fue cantante en una banda de rock, y un encuentro fortuito con Federico Fellini la llevó un corto tiempo a Roma en 1972. De vuelta a Estados Unidos, se estableció en Los Ángeles para unirse a la compañía de improvisación The Groundlings, donde creó el personaje que posteriormente sería conocido como Elvira.

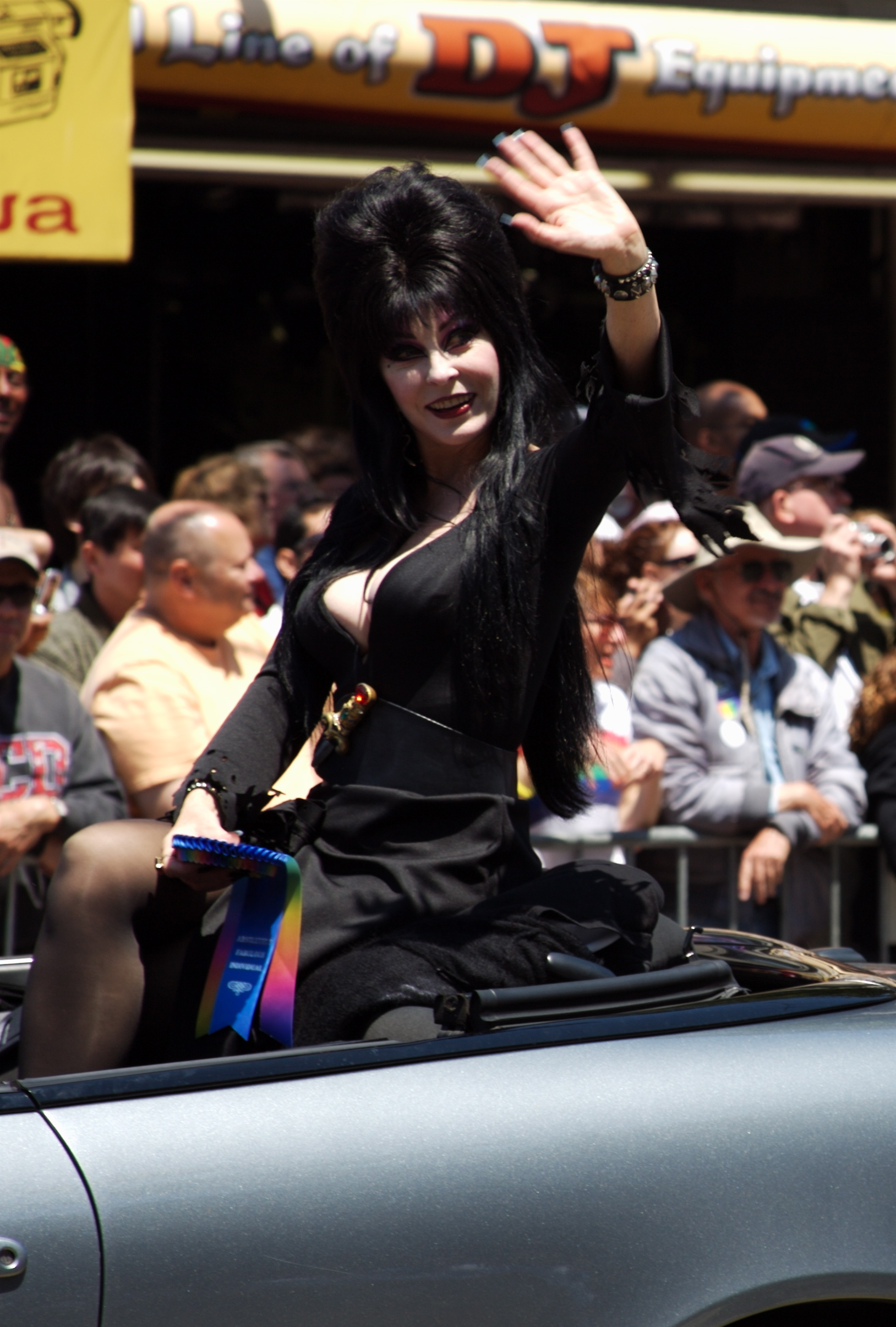
Peterson caracterizada como Elvira, en 2006.

En 1988 protagonizó la película Elvira: Mistress of the Dark, que la hizo mundialmente famosa, y en 2001 la película Elvira's Haunted Hills.
En años recientes Peterson hizo apariciones breves (como ella misma y como Elvira) en I Love the 80s 3-D en VH1. Es partidaria de los derechos de los animales y miembro activo de PETA. En 2005, Peterson condujo un programa en el canal TV1 de la Televisión por cable de Australia; el formato era semejante a su viejo programa Movie Macabre. Durante el fin de semana del 13 de enero de 2006  puso en venta su casa de Hollywood Hills llena de muchas cosas y artículos personales, recuerdos de sus películas. La venta de la propiedad fue debido a que se mudó a una nueva residencia en Santa Bárbara, California. Cassandra Peterson nunca ha tenido ninguna cirugía estética ni injertos para aumentar sus curvas naturales, y destaca en gran manera por su exuberante belleza y su gran atractivo físico. Varios episodios de la serie Elvira's Movie Macabre fueron lanzados en DVD en septiembre de 2006.
El 19 de abril de 2006, Peterson anunció su intención de retirarse como Elvira.

## Vida personal
En 1981 se casó con el músico Mark Pierson, quién pronto se convirtió en su mánager personal. El 12 de octubre de 1994 procrearon a Sadie Pierson, su único retoño juntos; nueve años después, el 14 de febrero de 2003, se divorciaron.
El 21 de septiembre de 2021 publicó sus memorias, Yours Cruelly, Elvira: Memoirs of the Mistress of the Dark. En su libro, reveló que desde 2002 ha estado en una relación con una mujer, llamada Teresa «T» Wierson. Ambas comenzaron su relación romántica después de que Peterson se separó de su esposo. En la misma obra acusó al basquetbolista Wilt Chamberlain de haberla agredido sexualmente durante una fiesta en su mansión de Bel Air, en la década de los setenta.
Peterson fue vegetariana durante muchos años; aunque desde de 2021 continúa manteniendo una dieta «principalmente vegetariana».

## Filmografía
| Año                | Título                                                      | Rol                                                | Notas                                                                                              |
| ------------------ | ----------------------------------------------------------- | -------------------------------------------------- | -------------------------------------------------------------------------------------------------- |
| 1971               | Diamonds are Forever                                        | Bailarina                                          | Sin acreditar                                                                                      |
| 1972               | Roma                                                        | Bailarina                                          | Sin acreditar                                                                                      |
| 1974               | The Working Girls                                           | Katya                                              | |
| 1978               | Fantasy Island                                              | Ftatateetah                                        | Episodio: "Homecoming/The Sheikh"                                                                  |
| 1979               | Happy Days                                                  | Lola                                               | Episodio: "Burlesque"                                                                              |
| 1980               | Coast to Coast                                              | Invitada a la cena                                 | |
| 1980               | Cheech and Chong's Next Movie                               | Rehén                                              | |
| 1981               | King of the Mountain                                        | Vecina                                             | |
| 1981–1986, 2010–11 | Elvira's Movie Macabre                                      | Elvira                                             | Anfitriona del show                                                                                |
| 1982               | Jekyll and Hyde... Together Again                           | Enfermera de grandes senos                         | |
| 1982               | CHiPs                                                       | Elvira                                             | Episodios: "Rock Devil Rock" and "Things That Go Creep in the Night"                               |
| 1983               | The Sting II                                                | Chica de O'Malley                                  | |
| 1983               | Stroker Ace                                                 |                                                    | |
| 1983               | Fantasy Island                                              | Esther                                             | Episodios: "What's the Matter with the Kids?/Island of the Horrors" and "God's Child/Curtain Call" |
| 1983               | Balboa                                                      | Angie Stockard                                     | |
| 1984               | Cheeseball Presents                                         | Elvira                                             | Film para TV                                                                                       |
| 1984               | The Fall Guy                                                | Elvira                                             | Episodio: "October the 31st" (S04.EP7)                                                             |
| 1984               | Elvira's MTV Halloween Party                                | Elvira                                             | Especial de televisión con Elvira como anfitriona                                                  |
| 1985               | Pee-wee's Big Adventure                                     | Mamá ciclista                                      | |
| 1985               | ThrillerVideo                                               | Elvira                                             | |
| 1985               | The Fall Guy                                                | Elvira                                             | Episodio: "October the 32nd" (S05.EP6)                                                             |
| 1986               | Echo Park                                                   | Sheri                                              | |
| 1986               | Allan Quatermain and the Lost City of Gold                  | Sorais                                             | |
| 1986               | WrestleMania 2                                              | Elvira                                             | Comentarista invitada en segmento de Los Angeles con Jesse Ventura y Lord Alfred Hayes             |
| 1986               | Elvira's Halloween Special                                  | Elvira                                             | Especial para MTV con Elvira como anfiriona.                                                       |
| 1988               | Elvira: Mistress of the Dark                                | Elvira                                             | |
| 1989               | The Super Mario Bros. Super Show!                           | Elvira                                             | Episodios: "Mommies Curse" and "The Ghoul of My Dreams"                                            |
| 1989               | NWA Halloween Havoc 1989 promo                              | Elvira                                             | |
| 1990               | NWA Halloween Havoc 1990 promo                              | Elvira                                             | |
| 1991               | Ted & Venus                                                 | Lisa                                               | |
| 1991               | WCW Halloween Havoc 1991 promo                              | Elvira                                             | |
| 1992               | The Ketchup Vampires                                        | Elvira                                             | Narradora                                                                                          |
| 1992               | Parker Lewis Can't Lose                                     | Elvira                                             | Episodio: "Boy Meets Girl II"                                                                      |
| 1993               | The Elvira Show                                             | Elvira                                             | Piloto de CBS no emitido                                                                           |
| 1993–1995          | Helicopters with Elvira                                     | Elvira                                             | |
| 1996               | Space Ghost Coast to Coast                                  | Elvira                                             | Episodio: "Switcheroo"                                                                             |
| 1996               | It's My Party                                               | Invitada a la fiesta                               | Sin acreditar                                                                                      |
| 1997               | Nash Bridges                                                | Elvira                                             | Episodio: "Sniper"                                                                                 |
| 1997               | Draw Your Own Toons                                         |                                                    | |
| 1997               | Elvira's Ghost Stories Spooktacular                         | Elvira                                             | |
| 1997               | The Martin Short Show                                       | Elvira                                             | Episodio: #1.35                                                                                    |
| 1997               | The Howard Stern Radio Show                                 | Ella misma                                         | Episodio 19                                                                                        |
| 2000               | Bride of Monster Mania                                      | Elvira                                             | |
| 2001               | Scares & Dares                                              |                                                    | |
| 2001               | Elvira's Haunted Hills                                      | Elvira                                             | |
| 2004               | E! True Hollywood Story                                     | Ella misma                                         | Episodio: "Scream Queens"                                                                          |
| 2004               | Monsterama: A Tribute to Horror Hosts                       |                                                    | |
| 2004               | Elvira's Box of Horrors                                     | Elvira                                             | Colección en DVD                                                                                   |
| 2004               | I Love the '80s                                             | Ella misma y Elvira                                | |
| 2005               | I Love the Holidays                                         |                                                    | |
| 2005               | I Love the '80s 3-D                                         |                                                    | Miniserie de VH1                                                                                   |
| 2005               | Playboy Presents: Hef's Halloween Spooktacular              | Anfitriona                                         | |
| 2005               | TV1                                                         | Elvira                                             | Programa de cable en TV1 de Australia, con formato similar al de su viejo show.                    |
| 2006               | Red Riding Hood                                             | Madre del cazador                                  | |
| 2006               | The Secret Life of Superfans                                |                                                    | |
| 2006               | Vampira: The Movie                                          | Ella misma                                         | |
| 2006               | I Love the '70s: Volume 2                                   |                                                    | Miniserie de VH1                                                                                   |
| 2006               | Living in TV Land – Sherman Hemsley                         |                                                    | |
| 2006               | Elvira's Movie Macabre                                      | Elvira                                             | Serie en DVD                                                                                       |
| 2006               | The Girls Next Door                                         | Elvira                                             | Episodio: "Girls Will Be Ghouls"                                                                   |
| 2007               | The Search for the Next Elvira                              | Elvira                                             | Reality TV                                                                                         |
| 2009               | The Haunted World of El Superbeasto                         | Amber                                              | Voz                                                                                                |
| 2009               | Medium                                                      | Elvira                                             | Episodio: "Bite Me"                                                                                |
| 2009               | Pain                                                        |                                                    | Videojuego                                                                                         |
| 2010               | All About Evil                                              | Linda                                              | |
| 2010               | Elvira's Not a Witch                                        | Elvira                                             | Video viral de 45 segundos que parodia una campaña de la candidata al senado Christine O'Donnell   |
| 2011               | Last Man Standing                                           | Elvira                                             | Cameo                                                                                              |
| 2011               | Oddities                                                    | Ella misma                                         | |
| 2012               | RuPaul's Drag Race: All Stars                               | Elvira                                             | Jueza invitada; episodio: "Dynamic Drag Duos"                                                      |
| 2012               | Counting Cars                                               | Ella misma y Elvira                                | Episodio: "Satanic Mechanic"                                                                       |
| 2012               | Rewind This!                                                | Ella misma                                         | |
| 2013               | Bruno & Earlene Go to Vegas                                 | Artie Duke                                         | |
| 2013               | First Period                                                | Sra. Glenn                                         | |
| 2013–2017          | Teenage Mutant Ninja Turtles (show de 2012)                 | Sra. Campbell / Voz de la computadora/ Reina Utrom | Voz, seis episodios                                                                                |
| 2014               | Electric Boogaloo: The Wild, Untold Story of Cannon Films   | Ella misma                                         | |
| 2014               | 13 Nights of Elvira                                         | Elvira                                             | |
| 2015               | Halloween Wars                                              | Elvira                                             | Jueza invitada                                                                                     |
| 2016               | LEGO Scooby-Doo! Haunted Hollywood                          | Drella Diabolique                                  | Voz                                                                                                |
| 2016               | Halloween Wars                                              | Elvira                                             | Jueza invitada                                                                                     |
| 2016               | Talking Dead                                                | Ella misma                                         | Episodio: "Swear"                                                                                  |
| 2017               | Call of Duty: Infinite Warfare                              | Elvira                                             | Videojuego                                                                                         |
| 2018               | Hollywood Weapons: Fact or Fiction?                         | Elvira                                             | Episodio: "Terry's Underworld"                                                                     |
| 2018               | Storage Wars Halloween "Scariest Lockers" Special           | Elvira                                             | Anfitriona                                                                                         |
| 2019               | RuPaul's Drag Race                                          | Elvira                                             | Jueza invitada; episodio: "Monster Ball"                                                           |
| 2019               | In Search of Darkness                                       | Ella misma                                         | Documental                                                                                         |
| 2019               | Scooby-Doo! Return to Zombie Island                         | Elvira                                             | Voz                                                                                                |
| 2019               | Halloween Wars                                              | Elvira                                             | Temporada 9, episodio 1; jueza invitada                                                            |
| 2020               | To Tell the Truth                                           | Ella misma                                         | |
| 2020               | JJ Villard's Fairy Tales                                    | Reina                                              | Voz, un episodio                                                                                   |
| 2020               | Happy Halloween, Scooby-Doo!                                | Elvira                                             | Voz                                                                                                |
| 2020               | In Search of Darkness: Part II                              | Ella misma                                         | Documental                                                                                         |
| 2021               | Elvira's 40th Anniversary, Very Scary, Very Special Special | Elvira                                             | 4 episodios                                                                                        |
| 2021               | The Goldbergs                                               | Elvira                                             | Episodio: "The Hunt for the Great Albino Pumpkin"                                                  |
| 2021               | Netflix and Chills with Dr. Elvira                          | Dra. Elvira                                        | Cortos de Netflix                                                                                  |
| 2021–2022          | Dota: Dragon's Blood                                        | Lirrak                                             | 3 episodios                                                                                        |
| 2022               | La familia Monster                                          | Barbara Carr                                       | |
| 2022               | The Last Drive-in with Joe Bob Briggs                       | Ella misma                                         | Especial: "Joe Bob's Haunted Halloween Hangout"                                                    |
| 2022               | In Search of Darkness: Part III                             | Ella misma                                         | Documental                                                                                         |

### Videos musicales
| Año  | Título               | Artista                 |
| ---- | -------------------- | ----------------------- |
| 1980 | Mondo Sinistro       | Al Stewart              |
| 1985 | Born in East L.A.    | Cheech Marin            |
| 1986 | My Mistake           | Phantom, Rocker & Slick |
| 2008 | Zombie Killer        | Leslie and the LY's     |
| 2009 | Mistress of the Dark | Ghoultown               |
| 2014 | Gimme Something Good | Ryan Adams              |